# Scarborough (borough)
Scarborough è un distretto con status di borough del North Yorkshire, Inghilterra, Regno Unito, con sede nella città omonima.
Il distretto fu creato con il Local Government Act 1972, il 1º aprile 1974 dalla fusione del distretto urbano di Filey con parte del distretto rurale di Bridlington dall'East Riding of Yorkshire, insieme al municipal borough di Scarborough, i distretti urbani di Scalby e Whitby, il distretto rurale di Scarborough e il distretto rurale di Whitby dal North Riding of Yorkshire.

## Parrocchie civili
Le parrocchie, che non coprono l'area del capoluogo, sono:
- Aislaby
- Barnby
- Borrowby
- Brompton
- Broxa-cum-Troutsdale
- Burniston
- Cayton
- Cloughton
- Commondale
- Danby
- Darncombe-cum-Langdale End
- Eastfield
- East Ayton
- Egton
- Ellerby
- Eskdaleside cum Ugglebarnby
- Filey
- Folkton
- Fylingdales
- Glaisdale
- Goathland
- Gristhorpe
- Grosmont
- Hackness
- Harwood Dale
- Hawsker-cum-Stainsacre
- Hinderwell
- Hunmanby
- Hutton Buscel
- Hutton Mulgrave
- Irton
- Lebberston
- Lythe
- Mickleby
- Muston
- Newby and Scalby
- Newholm-cum-Dunsley
- Newton Mulgrave
- Osgodby
- Reighton
- Roxby
- Seamer
- Silpho
- Snainton
- Sneaton
- Stainton Dale
- Suffield-cum-Everley
- Ugthorpe
- West Ayton
- Westerdale
- Whitby
- Wykeham